# Richard z Bures
Richard z Bures († 1247) byl možná sedmnáctým velmistrem rytířského řádu templářů v letech 1245-1247, navzdory tomu, že jej mnoho zdrojů nezmiňuje. Je možné, že jednoduše jednal jako mistr řádu templářů v době, kdy byl držen v zajetí velmistr řádu Armand z Périgordu.